# 제9회 베네치아 국제 영화제 (1941년)
제9회 베네치아 국제 영화제는 1941년 8월 30일부터 9월 14일까지 열린 시상식이다. 이탈리아 베니스에서 개최되었다. 1940년, 1942년과 함께 이 행사는 리도에서 멀리 떨어진 곳에서 진행되었고 제2차 세계대전으로 인해 참가한 국가가 거의 없었으며 절대적인 독점으로 '무슨 일이 일어나지 않은 것처럼 간주'되었다. 게다가 베니토 무솔리니가 이끄는 이탈리아 파시스트 정부의 강력한 파시스트 정치적 개입으로 인해 이탈리아는 파시스트 선전에 의해 억압받는 문화적 우울증을 경험하게 되었다.

## 수상 및 후보

### 황금사자상
- 오훔 쿠르저 - Hans Steinhoff 수상